# Georgi Hristakiev
Georgi Hristakiev (búlgar: Георги Христакиев; Stara Zagora, 28 de juny de 1944-4 d'abril de 2016) va ser un futbolista búlgar que jugava en la demarcació de defensa.

## Selecció nacional
Va jugar un total de catorze partits amb la selecció de futbol de Bulgària. Va debutar el 22 de març de 1967 en un partit amistós celebrat en l'Estadi Qemal Stafa contra Albània, trobada que va finalitzar amb un resultat favorable per 2-0 al combinat búlgar. Hristakiev va representar al seu país en els Jocs Olímpics de Mèxic 1968, on va guanyar totes les trobades disputades fins a arribar a la final del torneig. En la mateixa va perdre contra Hongria després d'un marcador de 4-1 per al conjunt hongarès, guanyant així Hristakiev la medalla de plata. El seu últim partit amb la selecció el va jugar el 14 d'abril de 1971 contra Brasil, perdent per 1-0 després d'un gol de Jairzinho en el minut 85.

### Participacions en Jocs Olímpics
| Jocs Olímpics               | Seu   | Resultat  | Partits | Gols |
| --------------------------- | ----- | --------- | ------- | ---- |
| Jocs Olímpics de Mèxic 1968 | Mèxic | Finalista | 6       | 1    |

### Gols internacionals
| # | Data                 | Estadi                   | Oponent | Gol | Resultat | Competició            |
| - | -------------------- | ------------------------ | ------- | --- | -------- | --------------------- |
| 1 | 20 d'octubre de 1968 | Estadi León, León, Mèxic | Israel  | 1?0 | 1?1      | Jocs Olímpics de 1968 |

## Clubs
| Club                   | País     | Any         |
| ---------------------- | -------- | ----------- |
| PFC Beroe Stara Zagora | Bulgària | 1962 - 1963 |
| FC Chepinets Velingrad | Bulgària | 1963 - 1964 |
| FC Spartak Plovdiv     | Bulgària | 1964 - 1965 |
| Lokomotiv Sofia        | Bulgària | 1965 - 1969 |
| PFC Slavia Sofia       | Bulgària | 1969 - 1970 |
| Lokomotiv Plovdiv      | Bulgària | 1970 - 1971 |
| Lokomotiv Sofia        | Bulgària | 1971 - 1975 |